# Шарац (коњ Марка Краљевића)
Шарац (такође Шарин и Шаро) је легендарни коњ епског јунака Марка Краљевића у народном предању Срба уз Ждрала Милоша Обилића и Јабучила, крилатог коња Марковог оца, краља Вукашина.

## Име
Име Шарац добио је од свог господара Марка Краљевића, јер је био шарене длаке, али га је чешће из милоште звао Шаро или Шарин.

## Како је Марко добио Шарца
Како је Шарац постао коњ Марка Краљевића постоји више предања: једни приповедају да га је добио од виле као поклон, а други да га је купио од кириџија након што је често мењао коње тражећи оног који би имао довољно снаге да га носи, све док није видео губаво мушко ждребе и учинило да ће од њега бити добар коњ. Узео га је за реп и покушао окретати око себе, али се ждребе није померало са места, па га је купио, излечио и научио да пије вино.
Постоји и слична прича како је наишавши на кириџије затражио да купи само оног коња ком не ишчупа реп. Кад је тако свима једном по једном почупао репове, дошао је до шареног губавог ждребета ког није успео да помери нити да му ишчупа реп. Испунио је обећање, платио и одвео га у свој Прилеп.
Другде се пак приповеда да је некад са чобанима чувао говеча, али је био нејак, а чобани јаки те су га тукли. И једном кад су га послали да поврати одбеглог коња из шуме, видео је неку девојку како спава под дрветом за коју се испоставило да је вила. Помогла му је да постане јунак, али и да добије коња за себе. Истукао је чобане; и пре но што их је напустио, вила му је рекла да затражи од чобана сакату кобилу у дну ара уместо плате. Након неког времена, кобила је ождребила његовог Шарца.

## Шарац и Марко
Шарац је био посебан коњ, снажан и брз, у великој мери другачији од осталих: био је шарен „као говече”, великог раста и умео да скочи „три копља увисину” и да достигне и саму вилу под облацима.
И поред Марковог оружја, двора и супруге, највеће његово добро био је управо Шарац и за противнике једина жеља и награда ако би га изазвали на борбу. Уз то је делио многе сличности са својим господаром од поседовања надљудске снаге, необичног изгледа до срдитости — када би га расрдио из ноздрва би му излазио модри пламенови, а под копитима варнице, док се према неким песмама приповеда да су њих двојица умели и да причају и да су делили „рујно вино” као у песми „Марко Краљевић и Вуча џенерал”: „пола пије, пола Шарцу даје”.
Никад се нису одвајали и заједно су учествовали у многим бојевима. Казује се и да је Шарац, кад је први пут „посрнуо” и сузе „ронио”, предвидео да ће се њих двојица ускоро растати.
Пре своје смрти, Марко је изломио своје оружје, буздован бацио у море, а Шарца убио да га његови непријатељи не би јахали.
Насупрот томе, приповеда се и да Марко није умро, већ да је отишао у пећину. Забовши своју сабљу под греду, или је ударивши у камен, легао је и заспао, док Шарац полако једе мало маховине, а сабља помало излази испод греде или из камена. И кад нестане маховине, а сабља испадне, онда ће се и он пробудити и опет доћи међу људе јашући Шарца.